# Fregata rakietowa

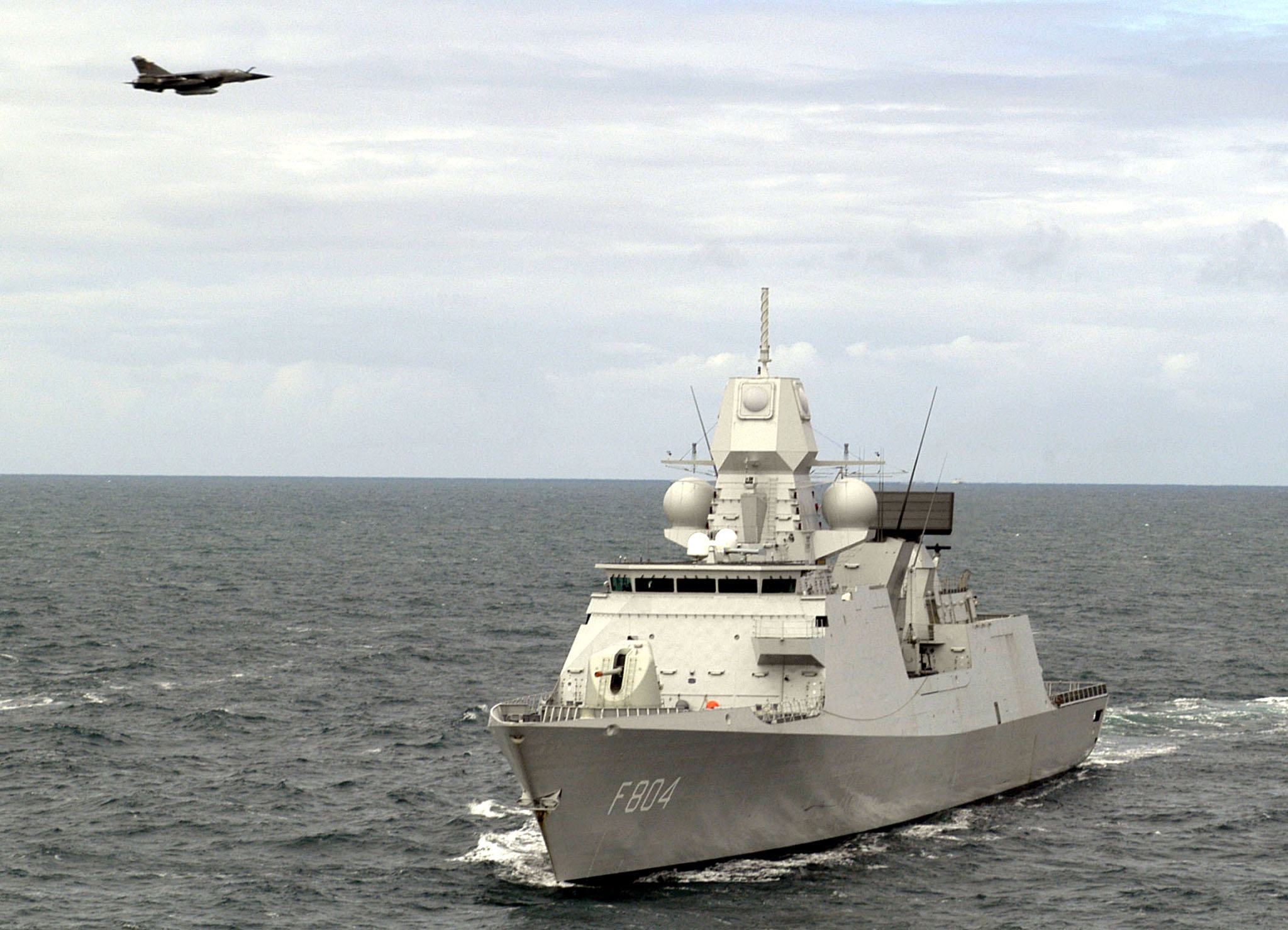
"De Ruyter" – holenderska fregata rakietowa typu De Zeven Provinciën

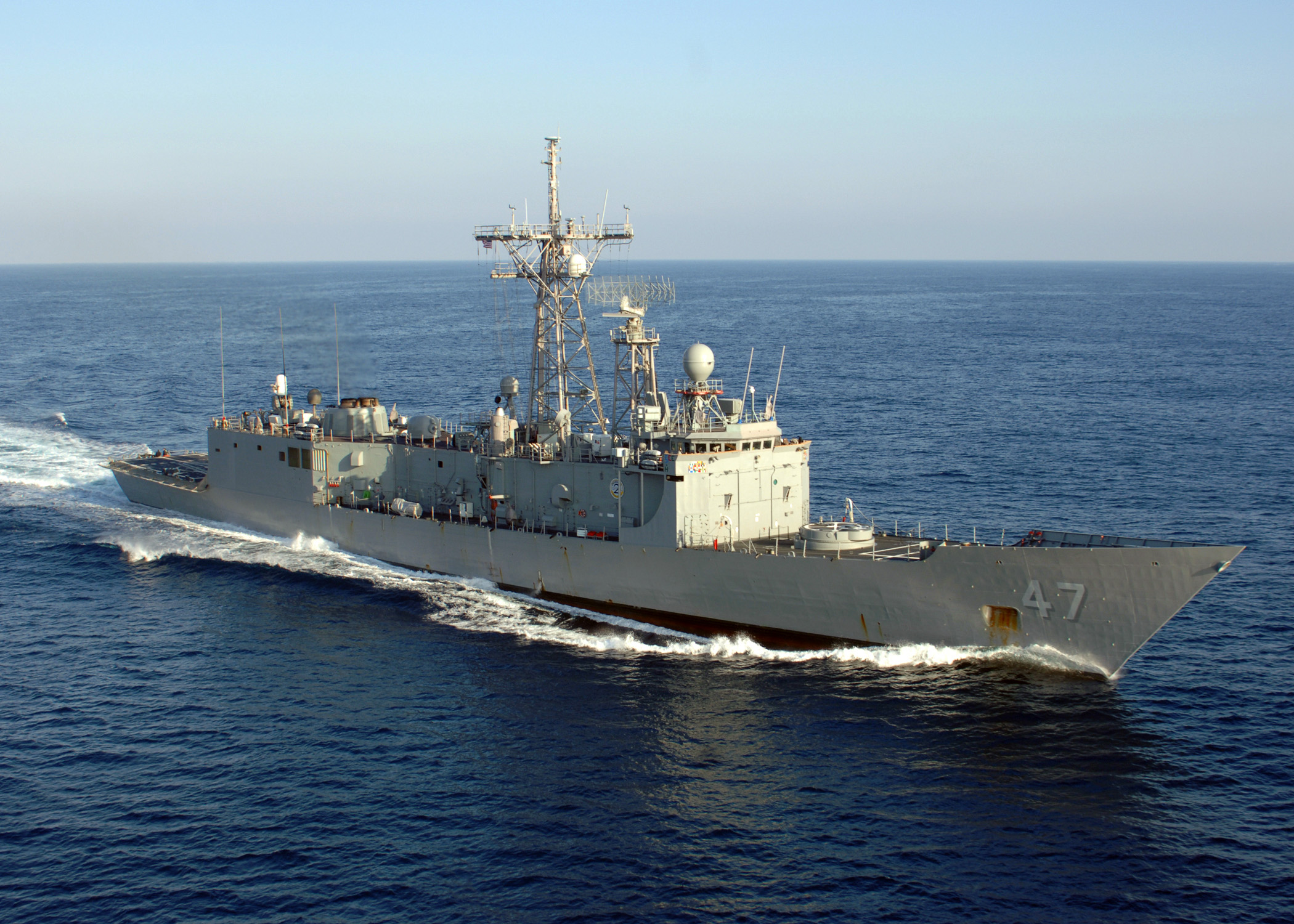
USS "Nicholas" – amerykańska fregata rakietowa typu Oliver Hazard Perry

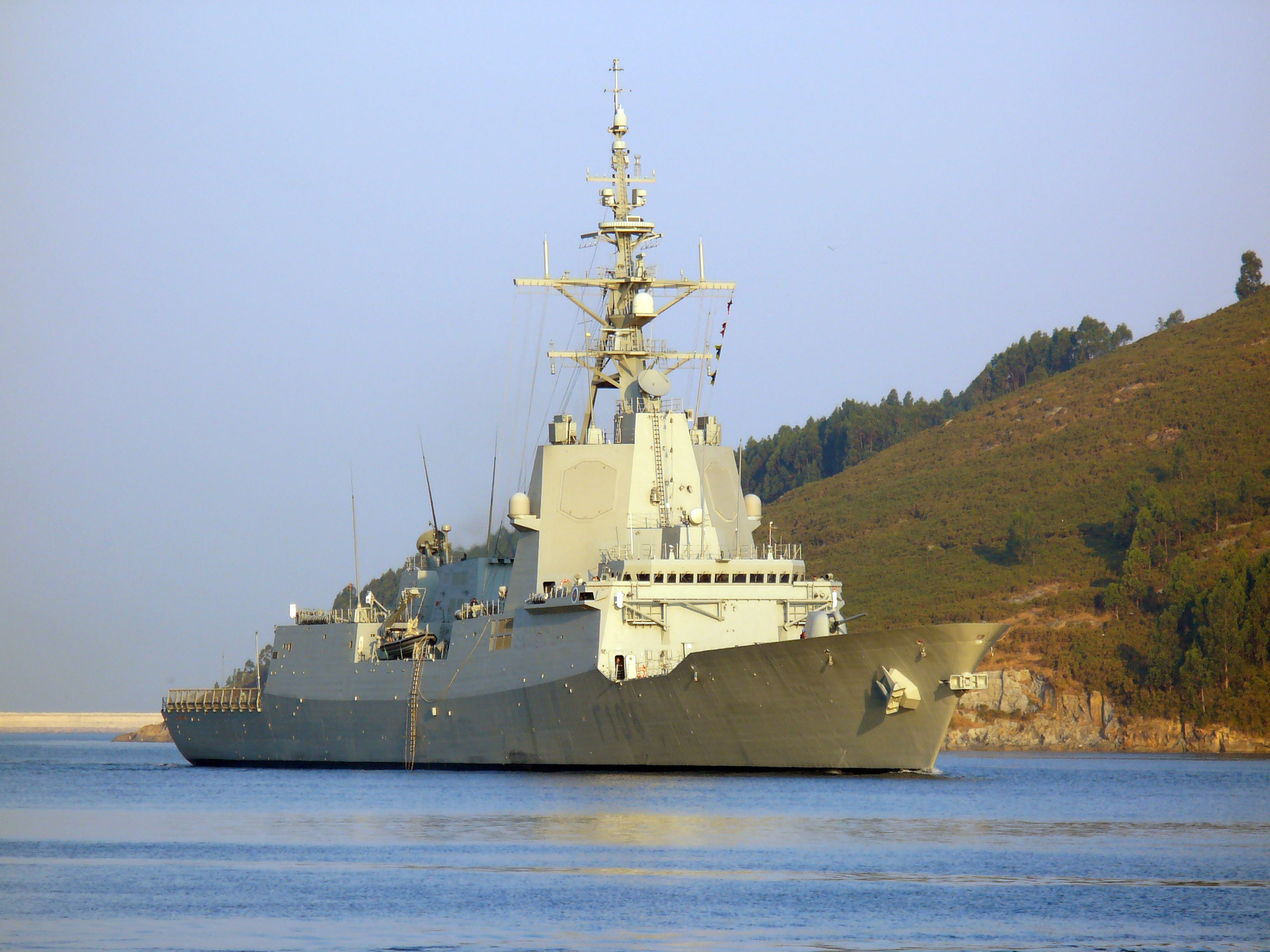
"Méndez Núñez" – hiszpańska fregata rakietowa typu Álvaro de Bazán

Fregata rakietowa – klasa średniej wielkości współczesnych okrętów, o uzbrojeniu w skład którego wchodzą wyrzutnie rakietowe. Fregaty rakietowe, nazywane też po prostu fregatami, stanowią obecnie jedną z najliczniejszych i podstawowych klas okrętów.
Fregaty rakietowe budowane są od końca lat 60. XX wieku. Zastąpiły one fregaty o uzbrojeniu artyleryjskim, które były okrętami przeznaczonymi przede wszystkim do zwalczania okrętów podwodnych. Fregaty rakietowe są w porównaniu ze swoimi poprzedniczkami okrętami bardziej wielozadaniowymi, zdolnymi do samodzielnego wykonywania niektórych zadań w oddaleniu od baz. W dalszym ciągu ich główne zadanie stanowi wykrywanie i zwalczanie okrętów podwodnych, lecz w zależności od przenoszonego zestawu uzbrojenia, ich zadanie może też stanowić punktowa lub strefowa obrona przeciwlotnicza i zwalczanie okrętów nawodnych za pomocą kierowanych pocisków rakietowych. Oprócz fregat ogólnego przeznaczenia (wielozadaniowych), istnieją specjalizowane fregaty  przeciwlotnicze i przeciwpodwodne (ZOP). Spektrum zadań fregat rozszerzane bywa też o możliwość zwalczania celów lądowych. Bywają one także używane do celów policyjnych oraz reprezentacji bandery. W XXI wieku znaczenia nabrały fregaty optymalizowane do zadań ekspedycyjnych i walki z zagrożeniami asymetrycznymi (piractwo, terroryzm).
Fregaty rakietowe – zależnie od wielkości – różnią się zestawem uzbrojenia i wyposażenia. W skład typowego zespołu uzbrojenia dużych fregat uniwersalnych wchodzą:
- jedna, rzadziej dwie wyrzutnie kierowanych przeciwlotniczych pocisków rakietowych,
- wyrzutnie kierowanych pocisków przeciwokrętowych,
- wyrzutnie torped do zwalczania okrętów podwodnych,
- jedno działo uniwersalne średniego kalibru (76 mm – 127 mm),
- działka przeciwlotnicze małego kalibru obrony bezpośredniej
- jeden lub dwa śmigłowce pokładowe.

W zestaw taki wyposażone są np. fregaty typów: Kortenaer (Holandia), Oliver Hazard Perry (USA) i Typu 22 Batch 3 (Wielka Brytania). Część fregat rakietowych, zwłaszcza tych o mniejszych rozmiarach lub starszych typów, nie ma niektórych z wyżej wymienionych elementów uzbrojenia,  zazwyczaj śmigłowca lub rakiet przeciwlotniczych (dotyczy to głównie starszych okrętów, używanych przez państwa Azji i Ameryki Południowej). Część typów fregat rakietowych jest uzbrojona dodatkowo w rakietotorpedy do zwalczania okrętów podwodnych (zastępowane w nowszych konstrukcjach przez śmigłowce uzbrojone w torpedy). Niektóre starsze typy fregat rakietowych mają więcej dział artylerii głównej - do 4. Część starszych fregat modernizowanych do poziomu fregat rakietowych, ma jedynie uzbrojenie artyleryjskie i pociski przeciwokrętowe lub przeciwlotnicze bliskiego zasięgu.
Fregaty mają jedną – czasem dwie – wyrzutnie przeciwlotniczych kierowanych pocisków rakietowych, najczęściej bliskiego zasięgu (m.in.: amerykańskie zestawy Sea Sparrow, brytyjskie Sea Cat i Sea Wolf, rosyjskie Osa-M). Stosowane są wyrzutnie jednoprowadnicowe lub częściej wieloprowadnicowe (z kilkoma pociskami na wyrzutni). Od lat 90. XX wieku wykorzystywane są także wyrzutnie pionowe, w kadłubie (VLS). Używane są również rakiety średniego zasięgu (np. amerykański Standard SM).
Najczęściej stosowane kierowane pociski przeciwokrętowe (woda-woda) to amerykańskie Harpoon i francuskie Exocet, w liczbie 4–8. Większość fregat rakietowych ma w wieży tylko jedno działo uniwersalne kaliber 76 mm – 127 mm. Najpowszechniej stosowana jest armata automatyczna OTO Melara kaliber 76 mm. Fregaty mają też jedno lub więcej działek przeciwlotniczych. Na części nowoczesnych okrętów są to wielolufowe zestawy obrony bezpośredniej – przeciwlotniczej i przeciwrakietowej – takie jak: Phalanx, Goalkeeper, AK-630. Większość typów fregat ma 1 lub 2 śmigłowce pokładowe do zwalczania okrętów podwodnych oraz torpedy kierowane; część ma rakietotorpedy. Podobnie jak inne współczesne okręty, fregaty są bogato wyposażone w urządzenia elektroniczne umożliwiające wykrywanie celów (sonar, radary) i skuteczne kierowanie uzbrojeniem. Do wykrywania okrętów podwodnych służą sonary, w tym – na niektórych typach fregat – sonary holowane. Na większości nowszych fregat ciężar wykrywania i zwalczania okrętów podwodnych spoczywa na śmigłowcach pokładowych. W miarę rozwoju technologii zaczęto używać bazujących na fregatach także bezzałogowych pojazdów latających, nawodnych lub podwodnych.
Prędkość fregat wynosi zwykle ok. 30 węzłów. Wyporność XX-wiecznych fregat rakietowych to 1000-4500 ton, najczęściej ok. 3000 ton. Wyporność pełna nowych fregat, budowanych w XXI wieku, sięga natomiast 6000–8000 ton. Zwykle stosowany jest napęd za pomocą turbin gazowych, parowych, silników wysokoprężnych; używane też bywają różne rodzaje siłowni kombinowanych (zwłaszcza CODOG).
Należy mieć na uwadze, że zwłaszcza w latach 60. i 70. nazewnictwo klas okrętów było niejednolite i na dodatek zmienne i fregatami lub wielkimi fregatami nazywano też niszczyciele rakietowe, a nawet krążowniki rakietowe, z uwagi na pełnione przez nie funkcje eskortowe. Wzrost wielkości fregat i poprawa ich uzbrojenia spowodowały, że obecnie granica między dużymi fregatami a niszczycielami rakietowymi (zwłaszcza starszymi), jest nieostra. Fregaty przejmują przy tym część zadań niszczycieli. Niszczyciele na ogół są większe i mają nieco bardziej uniwersalne i silniejsze uzbrojenie, w tym rakietowe systemy przeciwlotnicze średniego zasięgu, często o dwóch wyrzutniach. W wielu przypadkach jednak nazwanie okrętu niszczycielem lub fregatą zależy jedynie od indywidualnej klasyfikacji narodowej (np. francuskie niszczyciele rakietowe nazywane są fregatami). Z drugiej strony, nieostre jest także rozróżnienie między małymi fregatami a dużymi korwetami, które są mniejszymi okrętami do zwalczania okrętów podwodnych.